# Balalajka
A balalajka egy pengetős orosz népi hangszer.
Őse a domra, egy orosz lantféle. Háromszög alakú, fatestű hangszer. Húrjainak száma 3–6 lehet. Sokáig lenézett, primitív hangszernek számított, mígnem tökéletesítette két mester, Szemjon Nalimov és Franc Paszerbszkij. Ezután vált ismertté az egész világon az orosz népzene jellegzetes kísérő hangszereként. Koncertpódiumon, a szórakoztatózenében léteznek több zenészt foglalkoztató balalajka együttesek is. Ezekben a hangszer akár hatféle méretben és hangolásban is szerepelhet.

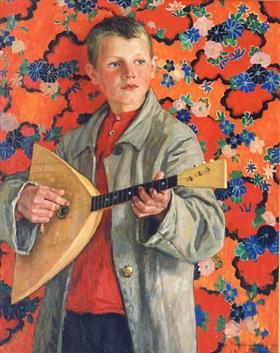

Eredeti hangolása: e' – e' – a